# Sheep's Head
La péninsule de Sheep's Head, également connue sous le nom de  Muntervary (en irlandais : Rinn Mhuintir Bháire), est une péninsule irlandaise située entre la baie de Bantry et celle de Dunmanus dans le comté de Cork.
Contrairement à ses voisines, comme la péninsule de Beara, Sheep's Head offre peu de sites touristiques majeurs. Elle dispose cependant de paysages d'une grande beauté, notamment les impressionnantes falaises situées à son extrémité.
L'ensemble de la péninsule est parcouru par le Sheep's Head way, un itinéraire de randonnée long de 88 km.
La péninsule ne compte que trois villages : Durrus (à environ 10 km de Bantry), Ahakista (19 km de Bantry), et Kilcrohane (26 km de Bantry).
En 2006, la péninsule a été classée zone de protection spéciale en raison de la présence d'espèces d'oiseaux rares comme le Pyrrhocorax ou le faucon pèlerin.

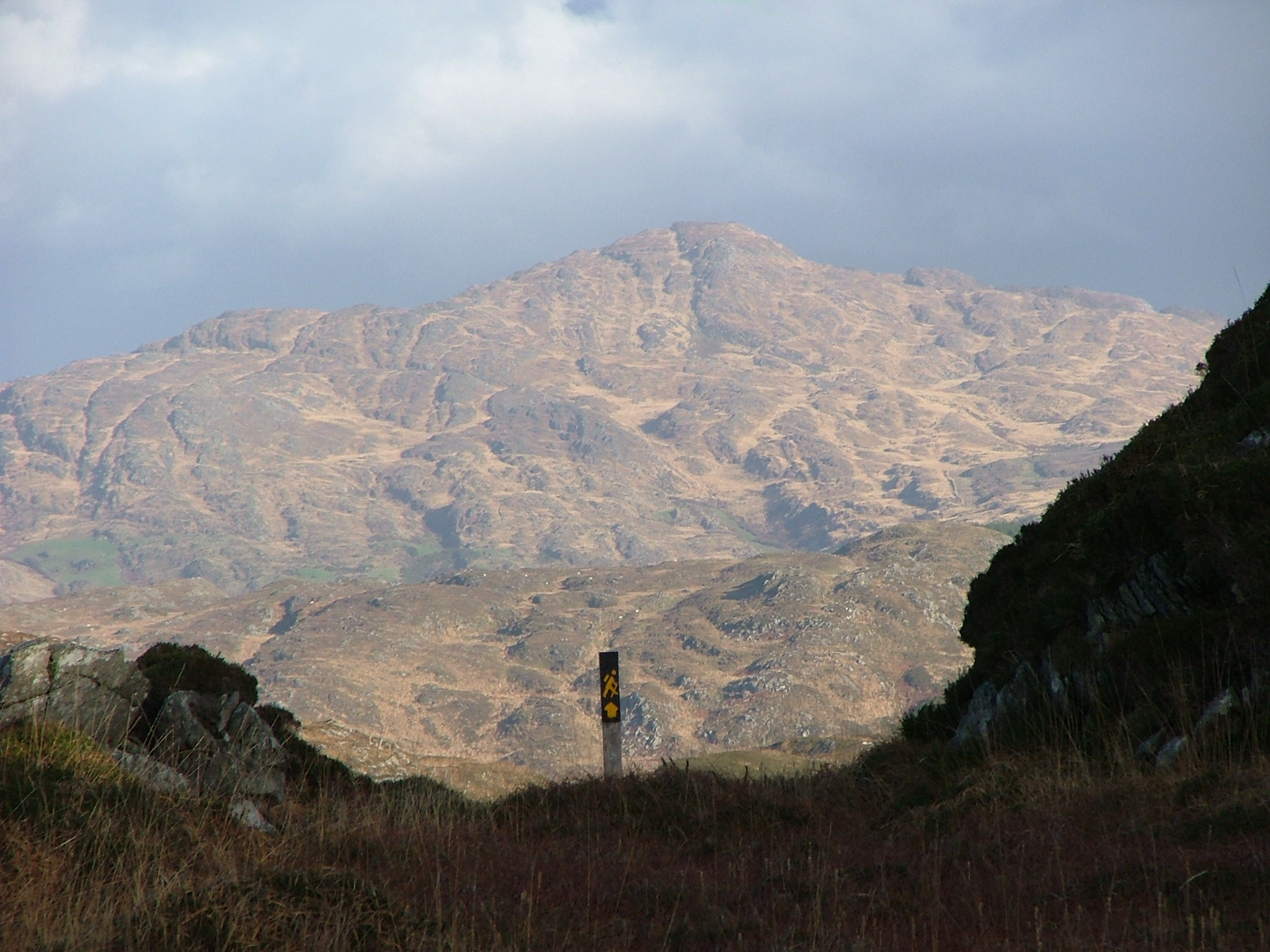
En cheminant sur le Sheep's Head way, Bantry, Co. Cork, Ireland